# Zelena Glava
Zelena Glava (2155 m n. m.) je nejvyšší hora vápencového pohoří Prenj (podcelek Dinárských hor). Leží v jižní části Bosny a Hercegoviny v blízkosti měst Mostar, Jablanica a Konjic.